# Gone (filme)
Gone (bra: 12 Horas; prt: Gone - 12 Horas para Viver) é um filme de mistério e suspense americano 2012 escrito por Allison Burnett, dirigido pelo cineasta brasileiro Heitor Dhalia, e estrelado por Amanda Seyfried. Este é o último filme lançado nos cinemas pela Summit Entertainment antes de Lionsgate assumir a distribuição. O filme recebeu críticas negativas da crítica e foi uma decepção de bilheteria. O filme estreou nos cinemas em 24 de fevereiro de 2012.

## Sinopse
Jillian "Jill" Conway (Amanda Seyfried) mora em Portland, Oregon com sua irmã Molly (Emily Wickersham). Muito antes, Jill foi sequestrada por um assassino em série brutal que a colocou em um buraco vertical profundo em algum lugar no Forest Park de 5.100 acres de Portland. Jill encontrou restos humanos, usou um dos ossos para apunhalar seu sequestrador e escapou do buraco usando sua escada de corda. Quando a polícia de Portland não consegue encontrar o buraco e descobre que Jill foi internada em uma instituição psiquiátrica após a morte de seus pais, eles acreditam que o sequestro só aconteceu na cabeça de Jill e a mandam de volta para um centro psiquiátrico.
Jill agora trabalha como garçonete em uma lanchonete local no turno da noite. Ela e sua amiga Sharon Ames (Jennifer Carpenter) recebem gorjetas generosas de um cliente regular. Voltando para casa de seu turno, Jill descobre que Molly está desaparecida. O namorado de Molly, Billy (Sebastian Stan), diz a ela que não ouviu falar de Molly. Jill é então convencida de que o serial killer que a levou agora levou Molly.
O tenente de polícia Ray Bozeman (Michael Paré), o sargento Powers (Daniel Sunjata) e a detetive Erica Lonsdale (Katherine Moennig) rejeitam suas afirmações, acreditando que está tudo na cabeça de Jill. O mais novo detetive de homicídios do departamento, Peter Hood (Wes Bentley), diz a ela que acredita nela, dando a Jill seu cartão no caso de ela precisar de alguma ajuda sobre o caso.
Jill interroga seus vizinhos e descobre que uma van com o nome de uma empresa de chaveiro estacionou em frente a sua casa no meio da noite. Jill encontra a empresa à qual pertence e conversa com o proprietário, Henry Massey (Ted Rooney), e seu filho Nick (Joel David Moore). Quando Nick nega qualquer conhecimento, Jill invade a van, onde encontra um recibo de uma loja de ferragens para coisas que o assassino usaria. Jill mantém Nick sob a mira de uma arma e o força a revelar que permitiu que um estranho chamado "Digger" alugasse a van durante a noite.
Jill vai à loja de ferragens e descobre o nome verdadeiro de Digger, Jim LaPointe (Socratis Otto), e o endereço. Jill invade o quarto de LaPointe, onde encontra fita adesiva, ração para animais de estimação como aquela que recebeu de seu sequestrador e fósforos da lanchonete onde ela trabalha.
Jill visita Sharon e descobre que LaPointe é quem dá as gorjetas generosas do restaurante. Sharon dá a ela o número de telefone de LaPointe. Jill sai e liga para LaPointe, que lhe dá instruções para um local em Forest Park. Jill localiza um pequeno acampamento e encontra fotos das vítimas anteriores de LaPointe. Ao mesmo tempo, Molly quebra a fita adesiva de suas mãos e foge, apenas para descobrir que ela esteve escondida sob sua casa o tempo todo. Powers e Lonsdale ficam chocados quando ouvem a história de Molly, finalmente acreditando em Jill. Eles também descobrem que Jill deve conhecer o sequestrador, mas não sabem onde isso vai acontecer.
Jill encontra o buraco onde LaPointe a manteve presa. LaPointe emerge de uma alcova de dentro do buraco e agarra Jill, puxando-a para dentro do buraco. Ele pretende matá-la com o mesmo pedaço de osso que Jill o esfaqueou em sua fuga inicial. Jill pega seu revólver e atira nele. Ela começa a subir a escada de corda para fugir, mas LaPointe agarra seu pé e tenta puxá-la de volta para baixo. Desesperada, Jill chuta LaPointe para quebrar seu controle e atira novamente. Ela então consegue sair e extrair a escada de corda, prendendo LaPointe no buraco. Depois de atirar em LaPointe uma terceira vez na perna para que ele não aguente, Jill exige que ele diga a ela onde Molly está, com a promessa de não atirar nele novamente. LaPointe admite que Molly foi amarrada e amordaçada sob a casa deles o tempo todo, e ele apenas usou Molly para atrair Jill para a armadilha. Jill derrama uma lata de querosene no buraco. Enquanto LaPointe implora por sua vida, dizendo "Você disse que não me mataria", ela diz "Eu menti" e joga em uma lanterna, queimando LaPointe até a morte.
Jill se desfaz do revólver e volta para casa, encontrando Molly com Powers, Lonsdale e Hood. Molly está apavorada com a provação. Jill sussurra para ela que LaPointe está morto. Quando Powers pergunta sobre o homem que ela iria conhecer, Jill diz à polícia: "Estava tudo na minha cabeça."
Algum tempo depois, Bozeman recebe um pacote anônimo. Dentro estão as fotos que LaPointe tirou de cada uma de suas vítimas, amarrada e amordaçada, incluindo a própria Jill, incluindo um mapa que indica o local em Forest Park onde a polícia pode encontrar o buraco. Percebendo o quão errado ele estava sobre Jill, Bozeman chama Powers em seu escritório para investigar as novas pistas.

## Elenco
- Amanda Seyfried como Jill Conway
- Wes Bentley como Det. Peter Hood
- Sebastian Stan como Billy
- Daniel Sunjata como sargento Powers
- Jennifer Carpenter como Sharon Ames
- Nick Searcy como M. Miller
- Socratis Otto como Jim LaPointe (Digger)
- Emily Wickersham como Molly Conway
- Joel David Moore como Nick Massey
- Katherine Moennig como detetive Erica Lonsdale
- Michael Paré como tenente Ray Bozeman
- Ted Rooney como Henry Massey
- Amy Lawhorn como Tanya Muslin
- Susan Hess como Dra. Mira Anders
- Jeanine Jackson como Sra. Cermak
- Hunter Parrish como Trey
- Jordan Fry como Jock

## Recepção

### Recepção crítica
O filme com classificação PG-13 de impróprio para menores de 13 anos e não foi exibido para a crítica e recebeu críticas. Gone atualmente detém uma classificação de 12% no Rotten Tomatoes com base em 68 avaliações de críticos, com uma pontuação média de 3,43/10; o consenso afirma "um suspense lento e tradicional que é neutralizado por seu roteiro e sua classificação." No Metacritic, que usa uma média de comentários dos críticos, Gone tem uma classificação de 36/100, indicando comentários "geralmente desfavoráveis".

### Bilheteria
Gone arrecadou um valor doméstico de U$11,682,205 e US$8,085,330 internacionalmente, para um total mundial de US$19,767,535.